# Paroligia
Chytonix là một chi bướm đêm thuộc họ Noctuidae.